# Team 3M/Saison 2014
Dieser Artikel listet Erfolge und Fahrer des Radsportteams 3M in der Saison 2014 auf.

## Abgänge – Zugänge
| Zugänge             | Team 2013                          | Abgänge              | Team 2014                       |
| ------------------- | ---------------------------------- | -------------------- | ------------------------------- |
| Egidijus Juodvalkis | Crelan-Euphony                     | Wouter Wippert       | Drapac Professional Cycling     |
| Kevin Van Hoovels   | Ventilair-Steria Cycling Team      | Marius Bernatonis    | Alpha Baltic-Unitymarathons.com |
| Tim Vanspeybroeck   | Ventilair-Steria Cycling Team      | Tom Goovaerts        | Veranclassic-Doltcini           |
| Sebastiaan Pot      | Cyclingteam de Rijke-Shanks (2012) | Mike Terpstra        | Croford Cycling Team            |
| Jens Vandenbogaerde | Soenens-Contrukt Glas Cycling Team | Kess Heytens         | Decock-Woningbouw Vandekerckove |
| Gertjan De Vos      | Neoprofi                           | Thomas Vanhaecke     | Decock-Woningbouw Vandekerckove |
| Tom Devriendt       | Neoprofi                           | Joop de Gans         | DRC de Mol                      |
| Gerry Druyts        | Neoprofi                           | Sibrecht Pieters     | Royal Velo Club Ottignies       |
| Grégory Franckaert  | Neoprofi                           | Alister Ratcliff     | Unbekannt                       |
| Jaap de Man         | Neoprofi                           | Lewis Rigaux         | Unbekannt                       |
| Christophe Sleurs   | Neoprofi                           | Timothy Vangheel     | Unbekannt                       |
| Stef Van Zummeren   | Neoprofi                           | Frederik Verkinderen | Unbekannt                       |
| Emiel Vermeulen     | Neoprofi                           |                      |                                 |
| Dylan van Zijl      | Neoprofi                           |                      |                                 |
| Melvin van Zijl     | Neoprofi                           |                      |                                 |

## Mannschaft
| Name                | Geburtstag         | Nationalität |              |
| ------------------- | ------------------ | ------------ | ------------ |
| Gertjan De Vos      | 7. August 1991     | Belgien      |              |
| Tom Devriendt       | 29. Oktober 1991   | Belgien      |              |
| Gerry Druyts        | 30. Januar 1991    | Belgien      |              |
| Grégory Franckaert  | 21. September 1988 | Belgien      |              |
| Jimmy Janssens      | 30. Mai 1989       | Belgien      |              |
| Egidijus Juodvalkis | 8. April 1988      | Litauen      |              |
| Jaap de Man         | 28. März 1993      | Niederlande  |              |
| Sebastiaan Pot      | 12. August 1993    | Niederlande  |              |
| Jens Schuermans     | 13. Februar 1993   | Belgien      |              |
| Joren Segers        | 12. November 1991  | Belgien      |              |
| Christophe Sleurs   | 25. Juni 1990      | Belgien      |              |
| Timothy Stevens     | 26. März 1989      | Belgien      |              |
| Kevin Van Hoovels   | 31. Juli 1985      | Belgien      |              |
| Stef Van Zummeren   | 20. Dezember 1991  | Belgien      |              |
| Jens Vandenbogaerde | 6. Januar 1992     | Belgien      |              |
| Tim Vanspeybroeck   | 8. März 1991       | Belgien      |              |
| Emiel Vermeulen     | 16. Februar 1993   | Belgien      |              |
| Michael Vingerling  | 28. Juni 1990      | Niederlande  |              |
| Dylan van Zijl      | 6. Dezember 1994   | Niederlande  |              |
| Melvin van Zijl     | 10. Dezember 1991  | Niederlande  |              |
| Stagiaires          | Stagiaires         | Nationalität | Nationalität |
| Fraser Gough        | Fraser Gough       | Neuseeland   | Neuseeland   |